# 泰石酒造
泰石酒造株式会社（たいこくしゅぞう）は、沖縄県うるま市字平良川で清酒を製造・販売している酒造所。日本最南端の清酒酒造所として知られたが、2024年（令和6年）に酒類卸の南島酒販（沖縄県西原町）と泡盛メーカーの請福酒造（石垣市）に事業承継することになった（日本酒造りの拠点も石垣島となる）。

## 沿革
- 1952年 - 設立。
  - 8月酒製造免許交付。
- 1953年5月13日 焼酎製造開始
- 1955年8月11日 泡盛製造開始
- 1955年10月30日 ウイスキー製造開始
- 1959年8月5日 リキュール製造開始
- 1968年 長崎黎明酒造（現・杵の川）から「四季醸造設備」を導入し清酒の内製を開始[1]。
- 1981年9月12日 酒みりん製造販売開始
- 別棟で醸造していた泡盛の製造をやめて清酒に絞る。
- 2015年7月、夏場に醸造。

## 銘柄
- 黎明純米吟醸
- 黎明本醸造